# Myrmarachne plataleoides
Myrmarachne plataleoides és una espècie d'aranya araneomorfa de la família del saltícids Salticidae que imita a les formigues teixidores en morfologia i comportament. Aquesta espècie es pot trobar en l'Índia, Sri Lanka, Xina i en bona part del sud-est d'Àsia.
A diferència de les formigues teixidores, M. plataleoides no pica a les persones, i té un comportament poc agressiu.